# Barrera de amor
 (срп. Љубавна препрека) мексичка је теленовела, продукцијске куће Телевиса, снимана 2004.

## Синопсис
Марија Тереса Мајте скромнa је и племенитa девојка, доброг образовања и урођеног талента за кување. Таленат, који развија у ресторану своје тетке, доња Гриселде, која ју је отхранила и са којом живи у селу Санта Марија. Мајте је годинама заљубљена у знатно старијег Луис Антонија, удовца, који живи са синовима Андресом и Данијелом. Луис Антонио и Мајте су се упознали на хацијенди „Ваљадолид“, где он ради, а чија је власница г-ђа Хасинта, болесно религиозна старица.
Хасинтин син, Алфредо, баца око на Мајте, али пошто она не гаји иста осећања одлучује да је силује. Сазнајући да је Алфредо његову девојку, Антонио га напада, због чега неко време проводи у затвору. Одбијајући да повуче оптужбе против Антонија, Хасинта предлаже Мајте удају за њеног сина помоћу чега би Антонио изашао из затвора — што се и догоди.
Мајте и Луис Антонио ће морати да пођу путем лажи и осталих препрека, како би најзад, могли уживати у својој љубави.

## Улоге
| Глумац              | Улога                      |
| ------------------- | -------------------------- |
| Јадира Кариљо       | Марија Тереса Мајте Галван |
| Серхио Рејносо      | Луис Антонио Ромеро        |
| Чантал Андере       | Манола Линарес             |
| Сузана Дисајаз      | Валерија Ваљадолид Галван  |
| Алексис Ајала       | Федерико Гомез             |
| Ракел Олмедо        | Хасинта Ваљадолид Галван   |
| Арон Дијаз          | Андрес Ромеро              |
| Алекса Дамјан       | Вероника Вера Виолета      |
| Армандо Араиза      | Родриго Замора Линарес     |
| Ана Бренда          | Хуана Хуанита Санчез       |
| Норма Ерера         | Ремедиос Гомез             |
| Пати Дијаз          | Нурија де Ромеро           |
| Рејмундо Капетиљо   | Николас Линарес            |
| Алберто Агнеси      | Данијел Ромеро             |
| Мануел Ландета      | Виктор Гарсија Бетанкоурт  |
| Хуан Пелаез         | Серхио Лопез               |
| Луис Химено         | Хосефо Малдонадо           |
| Арон Ернан          | Хосе Малдонадо             |
| Херардо Мурхија     | Алфредо Ваљадолид          |
| Артуро Посадас      | Балдомеро Санчез           |
| Грасијела Бернандос | Гриселда Мартинез          |
| Росанхела Балбо     | Кајетана Линарес           |
| Гиљермо Агилар      | Елијас                     |
| Јоланда Сијани      | Норма                      |
| Росана Сан Хуан     | Магдалена                  |